# 工业废水处理

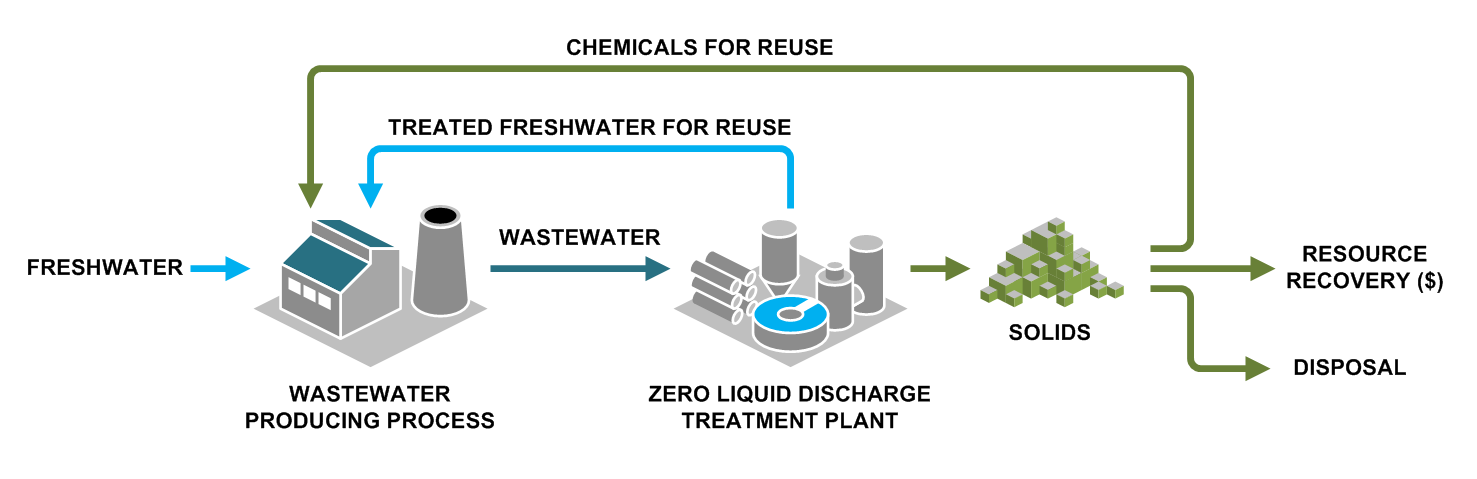
工業污水經處理後，可把其中污染物（如固體廢棄物）去除，剩下的水可重新利用。

工業污水處理（英語：Industrial wastewater treatment）描述的是處理工業生產過程中以副產品形式出現的污水過程。處理後的污水（或稱流出物）可重新利用，或是排放到衛生下水道，或是環境的地表水中。一些工業場所產生的污水可在生活污水處理廠處理。大多數工業製程，如煉油廠、化學工廠和石化廠都會自備專門設施以處理污水，讓其中污染物濃度降低到符合規定的程度，再排入下水道或是河流、湖泊或是海洋中。:1412這種處理適用於會產生高濃度有機物（例如油和油脂）、有毒物質（例如重金屬、揮發性有機物）或氨等養分污水的行業。:180一些產業會自行安裝預處理系統，去除某些污染物（例如有毒化合物）後，將這類已部分處理的污水排放到市政下水道系統。:60
大多數工業都會產生某種污水。最近的趨勢是盡量減少其產生，或在生產過程中把污水處理及回收。一些產業已重新設計製程，而減少或消除污染物。會產生工業污水的來源有電池製造、化學製造、火力發電廠、食品產業、鋼鐵工業、金屬加工、礦廠和採石場、核工業、石油和天然氣開採、煉油廠和石化廠、製藥廠、造紙業、冶煉廠、紡織廠、工業油外洩、水處理廠和木材防腐廠。處理流程包括如鹵水處理、去除固體（例如化學沉澱、過濾）、去除油和油脂、去除可生物降解有機物、去除其他有機物、去除酸和鹼，以及去除有毒物質。

## 類型
工業設施產生的污水有：
- 製程中的污染物流，包括常規污染物（英语：conventional pollutant）（即可利用二級處理（英语：secondary treatment）系統處理的污染物）、有毒污染物（例如溶劑、重金屬）和其他有害化合物（例如養分）
- 非製程產生的污染物流：如鍋爐清洗（英语：boiler blowdown）水和冷卻水，其中存有熱污染和其他污染物
- 作業場地逕流（英语：Industrial stormwater），由降水在製造、服務業以及能源和採礦場地產生的地表逕流
- 來自能源和採礦產業的污染物流：例如酸性礦井排水（英语：acid mine drainage）、石油和天然氣開採產生的採出水（英语：produced water）及放射性同位素
- 處理或冷卻過程中副產品的污染物流：反沖洗（水處理）（英语：Backwashing (water treatment)）污水、鹵水。

## 污染物
本節摘自水污染#Pollutants in industrial wastewater。
如果工業污水處理和處置不當，會把下述的污染物輸入下游的水體：
- 重金屬，包括汞、鉛和鉻
- 食品垃圾等有機物和養分：某些行業（例如食品加工業、屠宰場及造紙業等）會排放高濃度的生化需氧量（BOD）、氨氮（英语：Ammoniacal nitrogen）和油脂[5]:180[6]
- 無機化合物，如沙、砂礫、金屬粒、輪胎殘留物和陶瓷殘留物
- 毒素如殺蟲劑、毒藥和除草劑等
- 藥品、內分泌干擾素、激素、全氟化合物、矽氧烷、成癮性藥物和其他有害物質[7][8][9]
- 微塑料，如聚乙烯和聚丙烯微珠、聚酯和聚醯胺[10]
- 發電廠和工廠產生的熱污染
- 來自鈾礦開採（英语：uranium mining）、核燃料加工、核子反應爐運行或放射性廢料處置的放射性同位素
- 一些工業排放物，包括持久性有機污染物，例如含氟表面活性劑 (PFAS)[11][12]

## 工業部門
不同工業部門產生的特定污染物，和由此產生的流出物中濃度會有很大差異。

### 電池製造
電池製造廠專門製造用於電子和便攜式設備（例如動力工具）採用的小型裝置，或是用於汽車、卡車和其他機動車輛的大型、高功率裝置。製造廠產生的污染物包括有鎘、鉻、鈷、銅、氰化物、鐵、鉛、錳、汞、鎳、銀、鋅、油和油脂。

### 集中式廢棄物處理
集中式廢棄物處理 (CWT) 廠處理由外地製造廠產生的液體或是固體廢棄物。一般工廠由於土地有限、不易設計和運行困難，或環境法規和許可證的限制等因素，無法在現場自行處理，而把其廢棄物送到CWT廠。由於製造廠通常是小型企業，採用CWT廠會比自行處理更具成本效益。
CWT廠經常會從各種製造廠，如化工廠、金屬製造和加工廠收集廢棄物，也會從不同製造部門收集使用過的油和石油產品，進行處理。這些廢棄物被歸類為危險廢棄物 - 含有高濃度的，或是難以處理的污染物。美國國家環境保護局（EPA）於2000年已發佈美國CWT廠的污水處理相關法規。

### 化學品製造

#### 有機化學品製造
有機化學工業所排放的特定污染物因工廠而異，取決於其產品類型，例如大宗有機化學品、樹脂、殺蟲劑、塑料或合成纖維。會排放的有機化合物包括苯、氯仿、萘、苯酚、甲苯和氯乙烯。生化需氧量 (BOD) 是針對一系列有機污染物的總測量值，可用於衡量生物污水處理系統的有效性，並在某些排放許可中作為監管參數。排放的金屬污染物則有鉻、銅、鉛、鎳和鋅。

#### 無機化學品製造
無機化合物產業的產品和工藝涵蓋範圍廣泛，但單獨一廠通常只生產少數的產品和污染物。產品包括鋁化合物、碳化鈣和氯化鈣、氫氟酸、鉀化合物、硼砂、鉻和氟基化合物、鎘和鋅基化合物。排放的污染物因產品種類和工廠而異，可包括砷、氯、氰化物、氟化物，和重金屬，如鉻、銅、鐵、鉛、汞、鎳和鋅。

### 發電廠

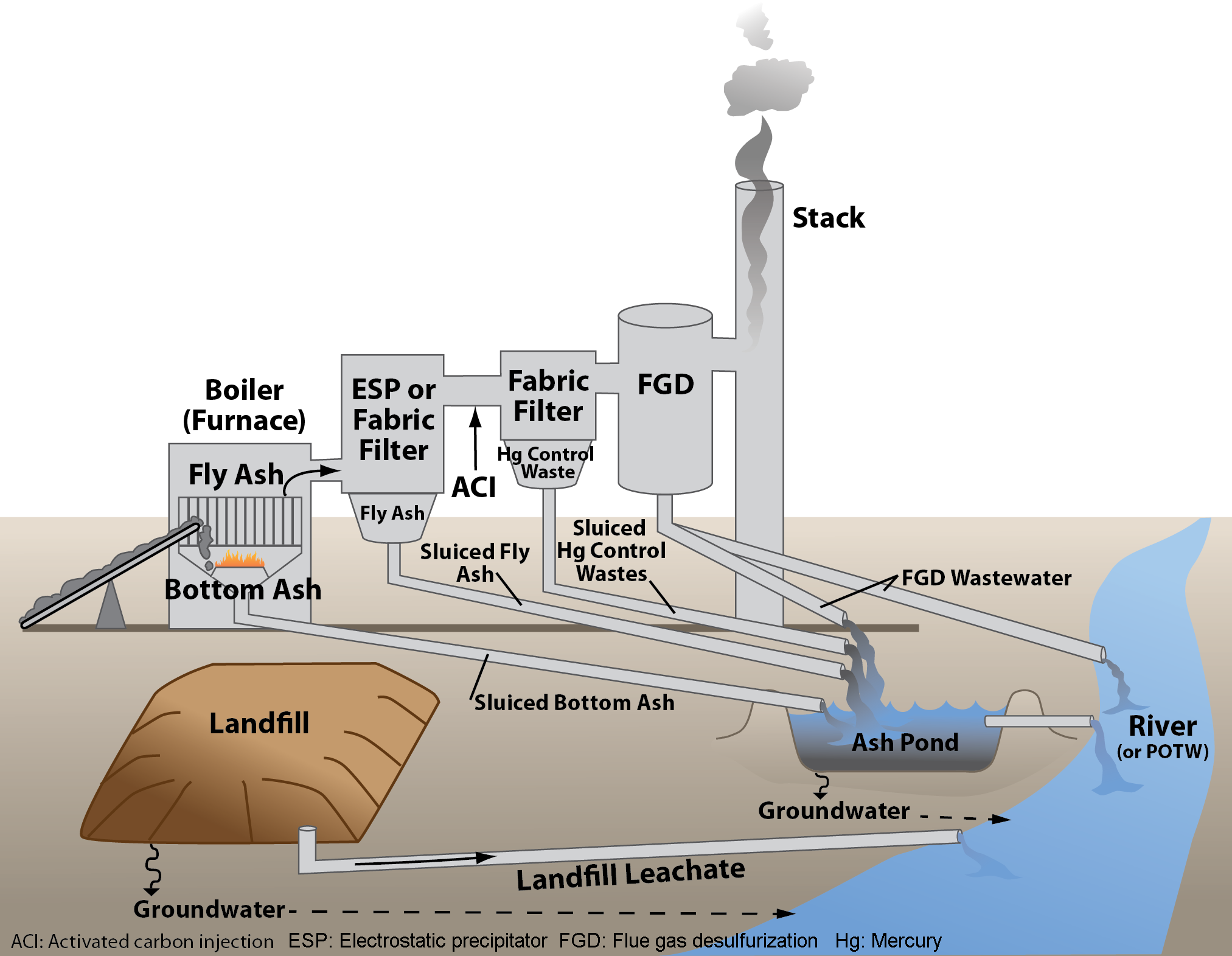
插圖中顯示美國燃煤發電廠的污水流，經處理後最終排放進入水體的流程。

火力發電廠，尤其是燃煤的，是工業污水的主要來源。這類工廠中排放的污水中含有大量金屬，例如鉛、汞、鎘和鉻，以及砷、硒和氮化合物（硝酸鹽和亞硝酸鹽）。污水流中包括有煙氣脫硫的硫、飛灰、底灰和煙氣道控制而捕獲的汞。空氣污染控制裝置如濕式洗滌器捕獲的污染物通常會被轉移到污水流中。
煤灰池是種地表水池，廣為燃煤電廠使用。這些池塘利用重力從電廠污水中沉澱出大顆粒物（以總懸浮固體計）。這種技術不處理溶解的污染物。發電廠利用其他技術來處理污染物，具體取決於廠中的特定廢棄物流 - 包括乾灰處理、閉環灰回收、化學沉澱、生物處理（如活性污泥法）、膜系統和蒸發結晶系統。.在離子交換膜和電滲析系統的技術進展，讓處理煙氣脫硫後污水得以高效進行，而能符合最近的EPA排放規定。這類方法與處理其他高度結垢工業污水類似。

### 食品產業

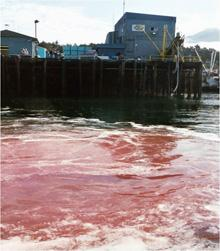
美國阿拉斯加州矽地卡一處海鮮加工廠把廢棄物排入港灣。

農業和食品加工作業所產生的污水，與世界各地的生活污水處理廠所處理的有顯著不同的特徵：這類污染物可生物降解，且無毒，但生物需氧量 (BOD) 及總懸浮固體 (SS)均高。食品和農業污水的成分由於蔬菜、水果和肉類產品所產生的流出水中BOD和pH值間的差異，以及食品加工和收穫後的季節因素，通常複雜而難預測。
將食品原材料加工需要用到大量優質水。洗滌蔬菜的水含有大量懸浮固體和一些溶解的有機物，也可能含有表面活性劑和殺蟲劑。
水產養殖場（例如養魚場）經常會排放大量的氮和磷，以及懸浮固體。一些場所使用的藥物和殺蟲劑可能會存在污水中。 
乳製品加工廠會產生常規污染物（BOD、SS）。
動物屠宰和加工會從體液（例如血液）和消化道內容物中產生有機廢棄物。產生的污染物包括有BOD、SS、大腸桿菌、油和油脂、有機氮和氨。
加工出售的食品會含有因烹飪而產生的廢棄物，這些廢棄物通常富含植物有機物，還含有鹽、香料、色素和酸或鹼。也可能存在大量的脂肪、油和油脂 (三者合而簡稱“FOG”)，當聚集太多時會將下水道堵塞。一些市政當局要求餐館和食品加工業使用油脂攔截器，並訂立下水道FOG處理規範。
食品廠在做清潔、物料輸送、裝瓶和產品清洗等活動時會產生污水。許多食品加工廠需對此類污水做現場處理，然後才能灑在土地，或是排放到水道或下水道中。這類污水有大量懸浮有機顆粒，會增加BOD，而產生大量下水道處理費用。在排放污水前，常用的減少懸浮有機顆粒的方法有沉澱、楔形篩網或旋轉帶過濾（微篩）。

### 鋼鐵業
從礦石中提煉鋼鐵，需要利用高爐進行強大的氧化還原反應，使用的冷卻水一定會受到如氨和氰化物的污染。焦化廠把煤碳轉化為焦炭會用到冷卻水，而在清除副產品時也需用水。這類污染流中包括氣化產物，如苯、萘、蒽、氰、氨、苯酚、甲酚以及一系列更複雜的有機化合物，統稱為多環芳香烴 (PAH)。
把鋼鐵製成板材、線材或棒材，會採用冷熱機械轉換製程，而需經常使用水作為潤滑劑和冷卻劑。此時接觸到的污染物有液壓液、牛脂和固體顆粒。鋼鐵產品在銷售之前須經最終處理，包括以強無機酸做酸洗，以去除鐵鏽，並為表面鍍錫、鍍鉻、鍍鋅或塗漆等表面處理。常用於酸洗的是鹽酸和硫酸兩種。所產生的污水中有酸性漂洗液和廢酸。許多工廠會把酸回收（尤其是使用鹽酸的工廠），但仍會留下大量高酸度的硫酸亞鐵或氯化亞鐵而需處理。許多鋼鐵工業污水都受到液壓液（也稱為可溶性油）污染。

### 金屬加工業
許多金屬加工業都會使用例如金屬板和金屬錠為原料生產最終產品。這類工業包括汽車、卡車和飛機製造、工具和五金製造、電子設備和辦公機器、輪船、電器和其他家用產品和固定工業設備（例如壓縮機、泵、鍋爐）的製造。這些工廠採用的典型工藝包括研磨、機械加工、塗層和噴漆、|化學蝕刻和銑削、溶劑脫脂、電鍍和陽極處理。這些行業產生的污水含有鎘、鉻、銅、鉛、鎳、銀和鋅等重金屬；氰化物及幾種有機化學溶劑，以及油和油脂。

### 礦場和採石場

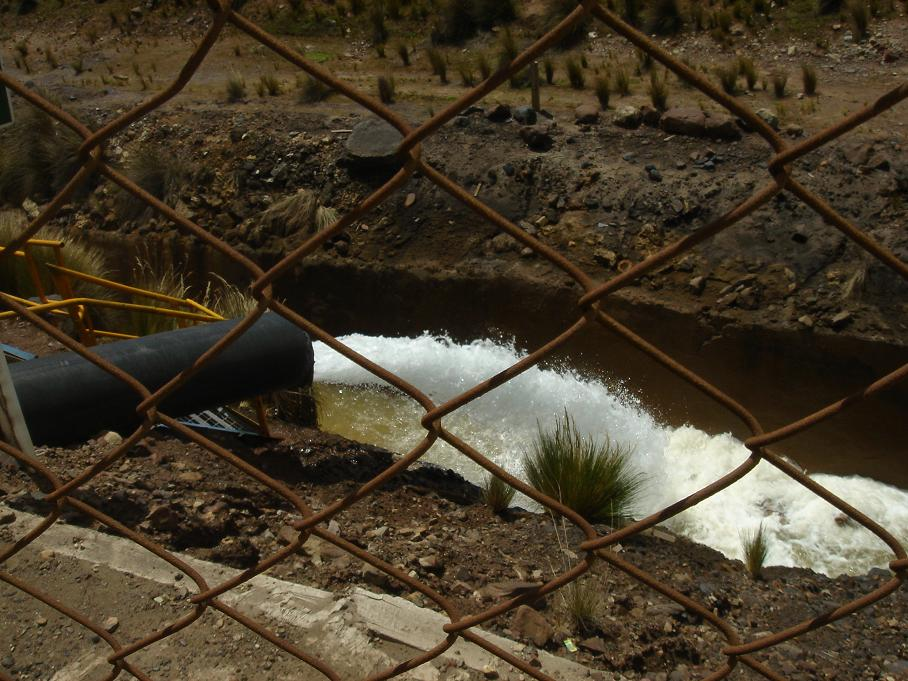
秘魯的一處礦場，由尾礦逕流產生的污水，處理後的流出水（流出水的pH值業經中和）。

礦場和採石場所產生的污水，主要成分是含岩石顆粒的漿液。這些污染物來自雨水沖刷暴露的表面和運輸道路，也來自清洗和岩石分級的作業。在大面積場地下大雨時，會產生很大的水量。一些專門的礦物清洗作業，例如洗煤（將煤與天然岩石與土壤等分離），會產生含有細顆粒赤鐵礦和表面活性劑的污水。油和液壓液也是常見的污染物。
來自金屬礦場和礦石回收廠的污水不可避免會含有天然岩層中既有的礦物質。在壓碎和取出所需的材料後，其餘的物質有很大的機會會進入污水流。對金屬礦場而言，會包括不需要的金屬，例如鋅和其他材料（如砷）。高價金屬（如金和銀）的提煉可產生含有非常微細顆粒的淤泥，如果想去除這類污染物，過程會特別困難。
此外，通常蘊藏有經濟價值金屬（例如銅和金）的地質構造，多數是由硫化物型礦石組成。加工時，必須先將岩石研磨碎後才能提煉，之後剩餘物稱為尾礦。這類尾礦不僅含有各式殘餘金屬，還含有硫化物成分，當尾礦送入大型水池處置時，硫化物會因暴露在空氣和水中而形成硫酸。由此產生的酸性礦場排水通常富含重金屬（經由酸性溶解），此情況是採礦對環境造成的眾多影響之一。

### 核工業
核工業和放射化學工業所產生的廢棄物被當作放射性廢料處理。
研究人員針對柵藻在模擬污水中對鍶的生物積累做研究。這項研究稱其中名為S. spinosus的柵藻對鍶具有高度選擇性的生物吸附能力，顯示其可能適合用於處理核廢水。

### 石油和天然氣開採
在油氣井的作業會產生採出水，其中含有油、有毒金屬（例如砷、鎘、鉻、汞、鉛）、鹽、有機化學品和固體。一些採出水含有微量天然存在的放射性物質。海上石油和天然氣平台還會產生甲板排水、生活垃圾和生活污水。在鑽井過程中，井場通常會排放鑽屑和鑽井泥漿（鑽井液）。

### 石油煉製和石油化工
煉油廠和石化廠排放的污染物包括常規污染物（BOD、油脂、懸浮固體）、氨、鉻、苯酚和硫化物。

### 製藥
製藥廠通常會產生各種工藝污水，包括溶劑、廢酸和廢鹼溶液、化學反應產生的水、產品洗滌水、冷凝蒸汽、空氣污染洗滌器的排污和設備洗滌水。非工藝污染通常包括冷卻水和場地徑流。所產生的污染物有丙酮、氨、苯、BOD、氯仿、氰化物、乙醇、乙酸乙酯、異丙醇、二氯甲烷、甲醇、苯酚和甲苯。處理這類物質的技術包括先進的生物處理（例如硝化活性污泥）、多層過濾法、氰化物分解（例如水解）、蒸氣剝離和污水回收。

### 造紙業

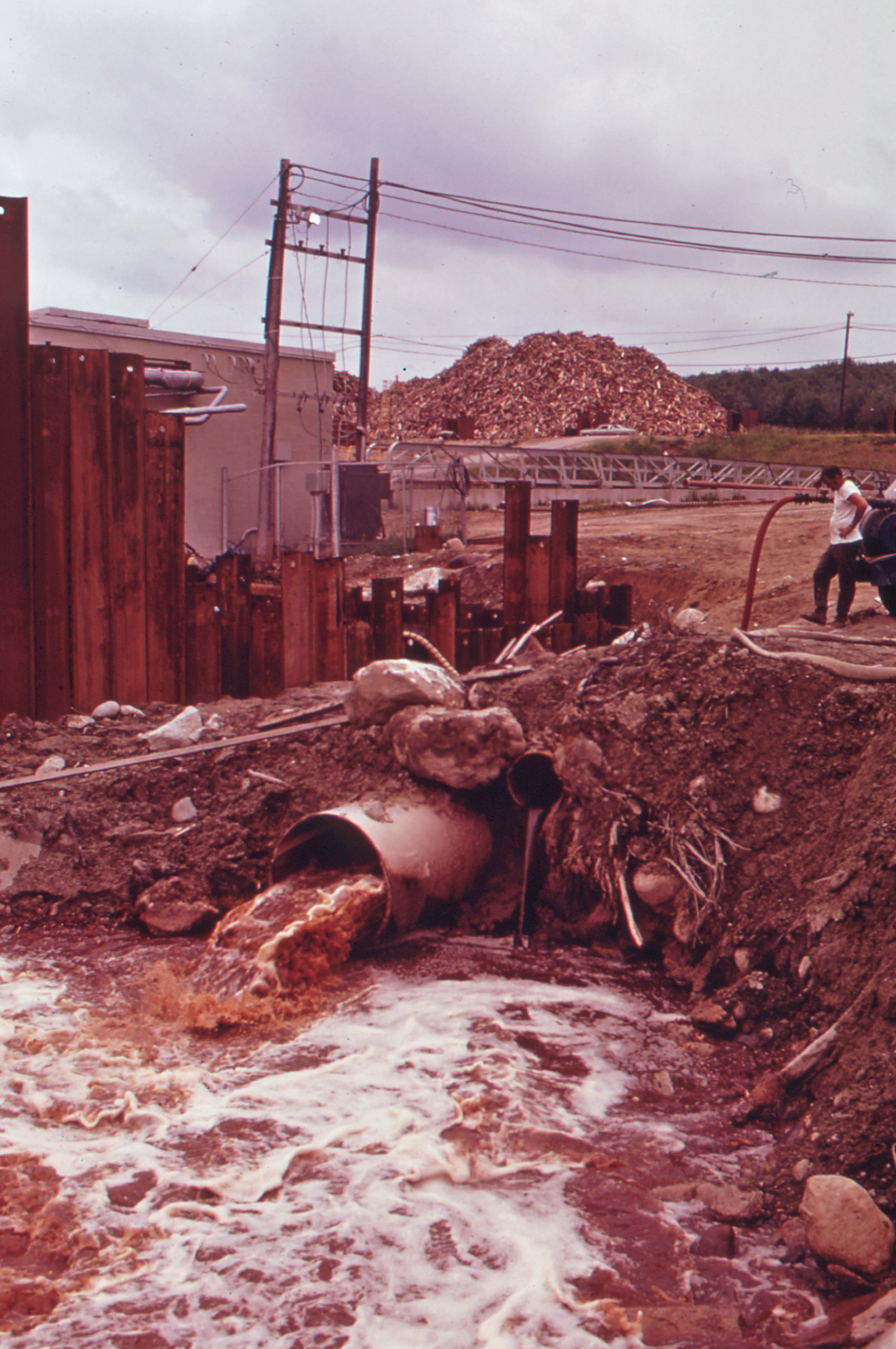
一處美國紙廠，排放經處理過的污水流出水。

造紙業產生的污水通常含有較高的懸浮固體和BOD。漂白紙漿工廠會產生氯仿、戴奧辛（包括2,3,7,8-四氯雙苯環戴奧辛）、呋喃、苯酚和化學需氧量 (COD)。使用進口紙漿的造紙廠只需做簡單的初級污水處理（例如沉澱或加壓浮除（DAF））。增加的BOD或COD負荷以及有機污染物需要生物處理（例如活性污泥法或上流式厭氧污泥床法）。對於無機負荷（如鹽等）高的工廠，需要進行三級處理，如超濾或逆滲透等的一般膜處理，或去除特定污染物（如養分）的處理。

### 冶煉廠
冶煉有色金屬（非鐵金屬）而常排放的污染物因卑金屬礦石不同而異。鋁土礦冶煉廠會產生苯酚物質，:131通常可用沉澱池和蒸發來處理，無需定期排水。:395鋁冶煉廠通常會排放氟化物、[[苯駢[a]芘]]（一種多環芳香烴）、銻和鎳，以及鋁。銅冶煉廠的污水中通常含有鎘、鉛、鋅、砷和鎳，以及銅。鉛冶煉廠會排放鉛和鋅。鎳和鈷冶煉廠除排放卑金屬外，還排放氨和銅。鋅冶煉廠會排放砷、鎘、銅、鉛、硒和鋅。
這類工業通常採用的處理工藝是化學沉澱、沉澱和過濾法。:145

### 紡織廠
紡織廠（包括地毯廠）會經各種工藝產生污水，包括清潔和整理、紡紗和織物整理（如漂白、染色、樹脂處理、防水和阻燃處理）。紡織廠產生的污染物包括BOD、SS、油和油脂、硫化物、苯酚和鉻。羊毛中存在的殺蟲劑殘留是羊毛加工過程中會出現的特殊問題。污水中可能含有動物脂肪，如果這類脂肪未受污染，可回收用於生產油脂或進一步精煉。
紡織品印染廠產生的污水含有合成染料（例如活性染料、酸性染料、鹼性染料、分散染料、還原染料、硫化染料、媒染染料、直接染料、固染染料、溶劑染料、色素）和天然染料、增稠劑（關華豆膠）和各種潤濕劑、pH值緩衝劑和染料延遲劑或促進劑。污染物包括BOD、COD、色度 (水中真色色度檢測方法－ADMI法)、硫化物、油和油脂、苯酚、總固體懸浮物和重金屬（鉻、鋅、鉛和銅），可採用聚合物絮凝劑和沈降劑處理。

### 工業油污
工業用油進入廢水流的來源包括洗車場、工廠、燃料儲存庫、交通樞紐和發電廠。通常污水會排入當地的下水道或產業排污系統（須符合當地的環境規範）。經常可見的污染物包括溶劑、清潔劑、砂礫、潤滑劑和碳氫化合物。

### 水處理
許多行業都需進行水處理，以獲得品質甚高的水，供純化學合成或是鍋爐用水之用。一些採過濾法和沉澱法的水處理過程會產生有機和無機淤泥，也需處理。使用天然或合成樹脂進行離子交換可去除水中的鈣、鎂和碳酸鹽離子，通常以鈉、氯、羥基離子，和/或其他離子取代。用強酸和強鹼對離子交換樹脂管柱再生，會產生富含硬離子的污水，這些離子很容易沉澱，尤其是與其他污水成分混合時。

### 木材防腐
木材防腐廠會產生常規和以及有毒污染物，包括砷、COD、銅、鉻、異常高或低的pH值、笨酚、懸浮固體、油和油脂。

## 處理法

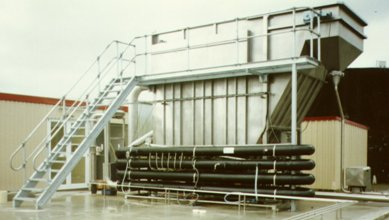
這種加壓浮除（DAF）系統廣為煉油廠、化學廠及造紙廠採用。

針對污水中各種污染物，需要運用不同的策略來去除。大多數工業流程，如煉油廠、化學廠和石化廠，都配置有現場處理污水的設施，以便處理過的污染物濃度能符合有關規定，再排放進入下水道，或是河流、湖泊或海洋。:1412有越來越多採用人工濕地的案例，因為這種設施具有大容量和高品質的處理能力。其他會產生大量污水的工業流程，如造紙業，由於已引起環境問題，導致產業開發在廠內回收用水的做法，經重複使用多次後才會除污後再排放。
工業污水處理廠會採用以下一項或多項做法，與生活污水處理廠的常規處理流程不同：
- API油水分離器（英语：API oil-water separator），用於去除污水中的油以及懸浮固體。[42]:180
- 澄清池（英语：Clarifier），用於去除污水中固體。[43]:41-15
- 滴濾池（英语：trickling filter），用於降低污水的BOD。[43]:23-11
- 碳濾（英语：carbon filtering）廠，用於去除溶於污水中的有毒有機化合物。[42]:210
- 配有離子交換膜的先進倒極式電滲析（英语：electrodialysis reversal） (EDR) 系統。

所謂鹵水處理，是從廢棄物流中去除溶解的鹽離子。海水或半鹹水的淡化流程與鹵水處理有相似之處，但工業鹵水含有獨特的溶解離子組合，例如硬度離子或是其他金屬，因此需要特定的處理流程和設備。
鹵水處理系統通常經過優化以減少最終排放量，取得較經濟的處置成本（因為處置成本通常與處理數量成本比）或最大限度回收淡水或是鹽分。還會優化處理系統以減少電力消耗、化學品投入或物理足跡。
在處理冷卻塔排污、由蒸汽輔助重力導流 (SAGD) 流程產生的採出水、開採煤層氣等天然氣產生的採出水、水力壓裂作業產生的回流水、酸性礦場排水、逆滲透污水、氯鹼法污水、造紙廠污水以及食品和飲料加工產生的廢物流的時候，經常需要用到鹵水處理。
鹵水處理技術包括有：膜過濾工藝，如逆滲透、離子交換工藝，例如電滲析或離子交換樹脂、或蒸發工藝，例如採用機械蒸汽再壓縮以及蒸汽式鹽鹵水濃縮器和結晶器。由於排放標準不斷提高，而出現使用高級氧化工藝處理鹵水的情況。其中著名的例子如芬頓氧化劑和臭氧已被用於降解工廠鹵水中的頑固化合物。
逆滲透法較不適於鹵水處理，因為硬鹽或有機污染物會結垢，或是碳氫化合物會破壞逆滲透膜。
鹵水處理中最普遍的流程是蒸發法，因為它可達成最高程度的濃縮，達到與固體鹽相似。他們還會產出純度最高的流出物，達到餾出物的品質。蒸發過程也更能耐受有機物、碳氫化合物或硬鹽。但由於處理對象是濃鹽水，因此耗能高，而且腐蝕是個問題，因此蒸發系統通常會使用鈦或雙相不銹鋼作為建造材料。

#### 鹵水管理
鹵水管理在執行時會檢查更廣泛的鹽水處理背景，包括把政府政策和法規、企業可持續性、對環境影響、回收、處理和運輸、防堵、集中化而非單獨現場處理、避免和減量、技術和經濟均列入考慮。鹵水管理與滲濾液管理，以及一般性的廢棄物管理有些共通的問題。近年來，由於全球推動零液體排放(ZLD)/最小液體排放 (MLD) ，鹵水管理的做法越來越為普遍。在ZLD/MLD技術中，使用封閉式水循環，使用再生水，在最大限度減少水排放。近年來，由於排水量增加和膜技術的新進展，這一概念越受關注。

### 去除固體
大多數固體可經簡單的沉澱技術去除，以漿液或污泥的形式回收。非常細的固體和密度接近水密度的固體會造成特殊問題。在此情況下，可能需要過濾或超濾。雖然可使用絮凝劑，但通常會用明礬鹽或添加聚電解質。工業化食品加工產生的污通常需要就地處理後才能排放，以防止或減少下水道附加費。行業類型和具體操作方式會決定產生何種類型的污水，以及需要何種類型的處理。減少廢棄產品、有機材料和沙子等固體通常是工業污水處理的目標。減少固體的一些常見方法包括初級沉澱（澄清）、加壓浮除 (DAF)、旋轉帶過濾（微篩）和轉鼓式篩除。

### 去除油脂
有效去除油和油脂取決於油的懸浮狀態和液滴大小，因此會影響到採用的分離技術。工業污水中的油分可能是游離的輕油、容易沉降的重油和乳化油（通常稱為可溶性油）。乳化油通常需要“裂解”，而從乳液中把油釋放。在大多數情況下，是通過降低水基質的pH值來達成。
大多數分離器工藝都需可有效處理的最佳油滴尺寸範圍。每種工藝都有自己的性能曲線，根據油滴大小而展現適切性能。最常見的分離器是重力罐、API油水分離器、通過加壓進行化學浮除、離心機、介質過濾（滴濾）和水力旋流器。
可使用視頻粒子分析儀分析，以確定污水中油滴大小。

#### API油水分離器
本節摘自API油水分離器。
API油水分離器是種設計用於煉油廠、石化廠、化學工廠、天然氣加工廠和其他工業含油水源產生的工業污水，把其中油和懸浮物分離出的裝置。 這種分離器是利用斯托克斯定律，依據油滴的密度和大小來定義油滴上升速度而設計的重力分離裝置。該設計基於油和污水之間的比重差異，因為此差異遠小於懸浮固體和水之間的比重差異。懸浮固體沉降到分離器底部（沉積層），油上升到分離器頂部，淨化後的污水是原本存在油層和固體之間的那一層。

#### 水力旋流器
水力旋流器讓污水進入機器腔室內，以超過地球引力1，000倍的極高離心力運行，而讓水和油滴分離。分離出的油從機器的一端排出，水則通過另一端排出，再進一步處理、過濾或是排放。

### 去除可生物降解有機物
對於植物或動物來源的可生物降解有機材料，通常可用常規污水處理工藝（例如活性污泥或滴濾池）以延長處理時間的方式運作。如果污水被洗滌水過度稀釋或是本身高度濃縮（例如有未稀釋的血液或牛奶），就會出現問題。而其中的清潔劑、消毒劑、殺蟲劑或抗生素會對處理過程產生不利影響。

#### 活性污泥法
本節摘自活性污泥法。

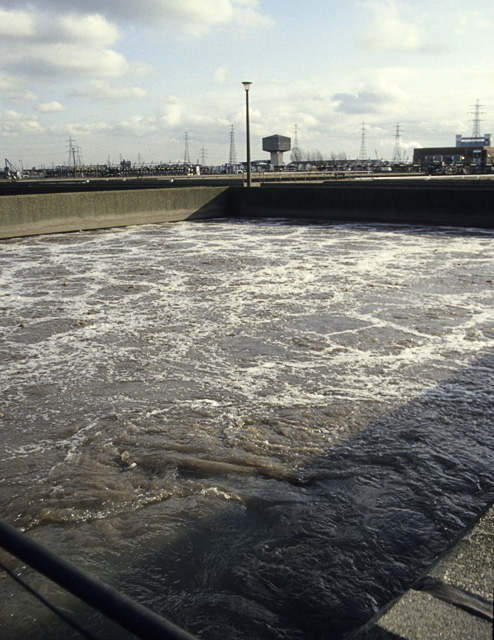
東倫敦貝克頓生活污水處理廠中的活性污泥處理池，圖中白色泡沫由曝氣系統注入空氣而產生。

活性污泥法是種生物污水處理工藝，利用曝氣和由細菌和原生動物組成的生物絮狀物來處理生活污水或工業污水。利用空氣（或氧氣）和微生物對有機污染物進行生物氧化，產生含有氧化物質的淤泥（或稱絮狀物）。
這種做法從曝氣池開始，先把空氣（或氧氣）注入污水中。接下來有個沉澱池，讓生物絮狀物（淤泥層）沉澱，而後把淤泥與較清潔的水分離。部分淤泥會回流至曝氣池再處理，其餘淤泥則移出進一步處理，最終予以處置。

#### 滴濾工藝

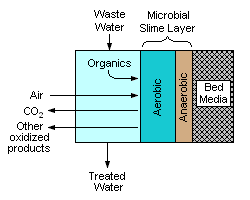
滴濾池採用的過濾層剖面圖示。

典型的滴濾系統圖示。

滴濾池由岩石、礫石、爐渣、泥炭苔或塑料介質構成的濾層組合，污水由上滴下，往下流動時會接觸覆蓋在濾層中的微生物粘液層（或薄膜）。透過強制空氣流過或是空氣自然對流來維持曝氣狀態。過程中，微生物粘液層會吸附污水中的有機化合物，而流動空氣提供有機化合物生化氧化所需的氧氣。最終產物有二氧化碳、水和其他氧化產物。隨著粘液層變厚，空氣變得難以穿透，會有形成內部厭氧層的可能。

### 去除其他有機物
包括溶劑、油漆、藥物、殺蟲劑、焦炭的生產，產出的合成有機材料很難處理。通常會針對不同的材料而採取特定的處理方式，包括高級氧化工藝、蒸餾、吸附、臭氧化、玻璃轉化、焚燒、化學固定或掩埋。某些材料（例如某類清潔劑）可能會發生生物降解，在此情況下，可採改進的污水處理方式。

### 去除酸鹼
酸和鹼通常可在受控條件下進行中和反應。中和經常會產生沉澱物，沉澱物可能有毒性，需當作固體殘留物進行處理。在某些情況下，可能會釋放氣體，而需要對氣流進行處理。中和之後通常需要進行其他形式的處理。
在去離子過程中，富含硬離子的廢棄物流很容易因鈣鹽和鎂鹽的積累而失去硬離子。這種過程會導致管道出現嚴重的水垢，在極端情況下會導致管道堵塞。在1970年代曾發生過一條直徑1米的工業海洋排放管被此鹽類堵塞的案例。處理方法是把去離子污水濃縮，送往垃圾掩埋場處置，或是對要排放的污水的pH值仔細處理。

### 去除有毒物質
有毒物質中，包括多種有機物質、金屬（如鋅、銀、鎘、鉈等）、酸、鹼和非金屬元素（如砷或硒），除非這類物質很稀薄，否則通常會有對生物過程的抵抗力。通常可把改pH值改變，或用其他化學品處理而讓其沉澱。但許多都難以處理或緩解，而需要濃縮，然後進行掩埋或是回收。溶解的有機物可透過高級氧化工藝在廢水中將之焚化。

#### 智能膠囊
超分子化學中的分子封裝技術，有可能達成從污染源中去除鉛和其他離子，之後回收。納米、微米和毫米載體的尺寸分別在10納米（nm）–  1微米（μm）、1μm – 1（厘米）mm 和 >1mm的範圍內，是個被載體（殼）包圍的活性試劑（核）的顆粒。共有三種正在研究中的載體：海藻酸鹽載體、奈米碳管、聚合物膨脹載體。這類載體為處理污水提供可能的解方。 

### 去除熱污染
下列技術可用來去除發電廠或製造廠產生的污水中熱量，把熱污染降低：
- 冷卻池，人造水體，用蒸發、對流和輻射的方式進行冷卻
- 冷卻塔，透過蒸發或熱傳把廢熱傳入大氣中
- 熱電聯產，回收廢熱，用於家庭或工業供暖。[55]

### 其他處置方法
一些設施，如油氣井，被允許利用注入井把污水泵入地下。但污注入與誘發地震有關聯。

## 成本和處理廢棄物費用
處理工廠產生的污水是個困難且昂貴的問題。規模經濟可能有利於使用大型市政污水處理廠來處理各處少量，匯集而來的工業污水，但如果能把無法在小型市政污水處理廠採用常規流程處理及處置的大量工業污水的成本正確分攤，可降低許多後續的成本。:40-4-40-11
工業污水處理廠可把選定的污水轉化為用於不同目的的再生水，來降低原水成本。工業污水處理廠可利用預處理方式以降低污染物濃度，而減少後續市政污水處理廠收取的污水處理費。:300–302

## 社會與文化

### 全球目標
國際社會把工業污水處理納入聯合國可持續發展目標中的第6目標。目標6.3是“到2030年，通過減少污染、杜絕傾倒和盡量減少排放危險化學品和物質來改善水質，將未經處理的污水比例減半，並在全球大幅增加污水回收和安全再利用”。此目標的指標之一是“經安全處理過的生活和工業污水的流量比例”。

## 進一步閱讀
- Water Environment Federation.  3rd. Alexandria, VA: Water Environment Federation. 2020. ISBN 978-1-57278-369-0.

## 外部連結
- Water Environment Federation （页面存档备份，存于） - Professional society
- Industrial Wastewater Treatment Technology Database （页面存档备份，存于） - EPA